# Halichondria osculum
Halichondria osculum är en svampdjursart som beskrevs av William Lundbeck 1909. Halichondria osculum ingår i släktet Halichondria och familjen Halichondriidae. Inga underarter finns listade i Catalogue of Life.